# Globo d’oro/Bester Nebendarsteller
Globo d’oro: Bester Nebendarsteller (Globo d'oro alla miglior attore rivelazione)
Dieser Filmpreis wird seit 1969 vergeben.
| Jahr | Preisträger          | Film                                                              |
| ---- | -------------------- | ----------------------------------------------------------------- |
| 1969 | Adriano Celentano    | Serafino                                                          |
| 1970 | Massimo Ranieri      | Metello                                                           |
| 1971 | Fabio Testi          | Der Garten der Finzi Contini Il giardino dei Finzi-Contini        |
| 1972 | Giancarlo Giannini   | Mimi, in seiner Ehre gekränkt Mimì metallurgico ferito nell’onore |
| 1973 | Flavio Bucci         | La proprietà non è più un furto                                   |
| 1974 | Stefano Satta Flores | Wir waren so verliebt C’eravamo tanto amati                       |
| 1975 | Michele Placido      | Kennen Sie meine Frau? Romanzo popolare                           |
| 1976 | nicht verliehen      |                                                                   |
| 1977 | Omero Antonutti      | Padre Padrone – Mein Vater, mein Herr Padre padrone               |
| 1978 | nicht verliehen      |                                                                   |
| 1979 | nicht verliehen      |                                                                   |
| 1980 | Carlo Verdone        | Un sacco bello                                                    |
| 1981 | Massimo Troisi       | Ricomincio da tre                                                 |
| 1982 | Beppe Grillo         | Cercasi Gesù                                                      |
| 1983 | Francesco Nuti       | Ich, Chiara und der Finstere Io, Chiara e lo Scuro                |
| 1984 | Carlo Delle Piane    | Una gita scolastica                                               |
| 1985 | Ricky Tognazzi       | Fatto su misura und Qualcosa di biondo                            |
| 1986 | Stefano Mioni        | Un ragazzo come tanti                                             |
| 1987 | Luca Barbareschi     | Romance                                                           |
| 1988 | Marco Messeri        | Notte italiana und Le vie del Signore sono finite                 |
| 1989 | nicht verliehen      |                                                                   |
| 1990 | nicht verliehen      |                                                                   |
| 1991 | nicht verliehen      |                                                                   |
| 1992 | nicht verliehen      |                                                                   |
| 1993 | nicht verliehen      |                                                                   |
| 1994 | nicht verliehen      |                                                                   |
| 1995 | nicht verliehen      |                                                                   |
| 1996 | nicht verliehen      |                                                                   |
| 1997 | nicht verliehen      |                                                                   |
| 1998 | Lorenzo Crespi       | Porzûs                                                            |
| 1999 | nicht verliehen      |                                                                   |
| 2000 | nicht verliehen      |                                                                   |
| 2001 | Luigi Lo Cascio      | 100 Schritte I cento passi                                        |
| 2002 | Fabrizio Gifuni      | L’inverno, L’amore probabilmente und Sole negli occhi             |
| 2003 | Ernesto Mahieux      | L’imbalsamatore                                                   |
| 2004 | Daniele Liotti       | Il fuggiasco                                                      |
| 2005 | Alessio Boni         | Quando sei nato non puoi più nasconderti                          |
| 2006 | Riccardo Scamarcio   | Romanzo criminale                                                 |
| 2007 | Elio Germano         | Mein Bruder ist ein Einzelkind Mio fratello è figlio unico        |
| 2008 | nicht verliehen      |                                                                   |
| 2009 | nicht verliehen      |                                                                   |
| 2010 | Checco Zalone        | Cado dalle nubi                                                   |
| 2011 | Mohamed Zouaoui      | I fiori di Kirkuk                                                 |